# Historieta en Ecuador
La historieta ecuatoriana, conocida también como cómic nacional, se refiere al conjunto de obras desarrolladas por autores de Ecuador dentro y fuera de su país. El movimiento ha sido bastante limitado debido al mayor peso que la caricatura política ha tenido dentro de los diferentes periódicos y revistas impresas locales desde inicios del siglo XX, al mayor consumo de revistas de cómics de origen extranjero, a los altos costos para producir revistas nacionales y a la escasa vocación por la lectura del ecuatoriano promedio.

## Inicios
El primer acercamiento de la historieta con el público ecuatoriano se debe a las tiras cómicas de origen norteamericano que periódicos como El Telégrafo, El Universo, El Comercio y El Día publicaban diariamente a partir de los años 1940 y 1950. En los años 60 y 70, el país empezaría a importar revistas infantiles de historietas, traducidas e impresas sobre todo en México, así como publicaciones inéditas de ese país para un público más juvenil y adulto como Kalimán,  Águila Negra, Porfirio Cadena el ojo de vidrio, Rayo de Plata entre otros, personajes previamente popularizados por las radionovelas que se programaban en distintas emisoras de AM como Radio Quito o Radio Nacional Espejo.
Durante fines de los 70 e inicios de los 80, gracias a la aparición de la televisión local, la difusión de dibujos animados acrecentaría la popularidad de varios personajes y series de historietas norteamericanas y más adelante japonesas, permitiendo posteriormente que la demanda de cómics basados en estas series se incrementara, desplazando a las revistas juveniles mexicanas por publicaciones de Marvel y DC, que a pesar de su mayor costo, se empiezan a convertir en objetos de culto de un restringido grupo de aficionados.
En cuanto a producciones sudamericanas, la revista de origen chileno Condorito, así como las tiras diarias y libros compilatorios de la argentina Mafalda fueron desde entonces y hasta la actualidad las historietas de mayor popularidad en el país.

## 1920–1970: primeras publicaciones nacionales
Si bien existen referencias a supuestas revistas de historietas elaboradas desde finales del siglo XIX como El Perico y El Átomo de Francisco Martínez Aguirre, estas publicaciones se enmarcan más bien dentro de la caricatura y la ilustración editorial. Durante el siglo XX aparecerían trabajos esporádicos de Jaime Salinas, 'Peñaherrera', Luis Méndez, 'Jaén', 'Moustache'. 'Pav' y 'Cilla', que se mueven aún entre la caricatura política y la incipiente historieta. En cuanto a primeras series y revistas con un formato de dibujos secuenciales, destacan Saeta y Rafles, publicada por diario El Universo de Guayaquil (1924) Las Aventuras de Don Espantajo y el negrito Chicharrón (1928), Cándido y Zumbambico (1932), Casos y Cosas de Don Pérez (1941), Crispín (1949), Don Canuto, considerada la primera tira cómica nacional, publicada en 1961 por Nelson Jácome, El Gato, publicada por J.D. Santibáñez en El Universo en 1978, entre otros.

## Años 1980 y 1990
Una vez definida la historieta o cómic y separada de la caricatura política, e inspirados por diversas publicaciones procedentes del extranjero, empieza a emerger una serie de autores dedicados específicamente al formato. Destacan así Panfleto, de Iván Valero Delgado, publicada en 1983 y considerada todavía como la primera revista moderna de cómics de Ecuador; Guambrito, de Fausto Segovia Baus, publicada por diario El Comercio el mismo año; Ecuador Ninja (publicación autogestionada de comic book en 1984) y Guayaquil de mis Temores de J.D. Santibáñez en Diario Expreso, Secreciones del Mojigato, con trabajos del caricaturista Bonil, el músico Hugo Idrovo y Juan Lorenzo Barragán, y Dock Tirres y Las Aventuras de la T Mutante, dentro de la revista Traffic, en 1989. Destacarían asimismo las publicaciones de carácter infantil La Cometa de diario Hoy, La Pandilla de El Comercio, Parachicos de El Universo, Pekes de Grupo editorial Vistazo y La Otra Infantil de Unimansa.
Durante la década de los noventa surge en Quito la revista antológica de cómics más importante hasta entonces, XOX, publicada entre 1998 y 2000, y que cuenta con la participación de Adn Montalvo, Carlos Sánchez Montoya, Jorge Cevallos, Catalina Ayala y más artistas. Por otra parte, en Guayaquil se publica la tira Gor, el principe Dinosaurio de Tomás Oleas, publicada inicialmente en diario El Universo, y Rocko Cómics de Érick Álava, que llega a tener su propia revista también desde 1998, con historietas basadas en la escena roquera ecuatoriana.

## Años 2000-2024

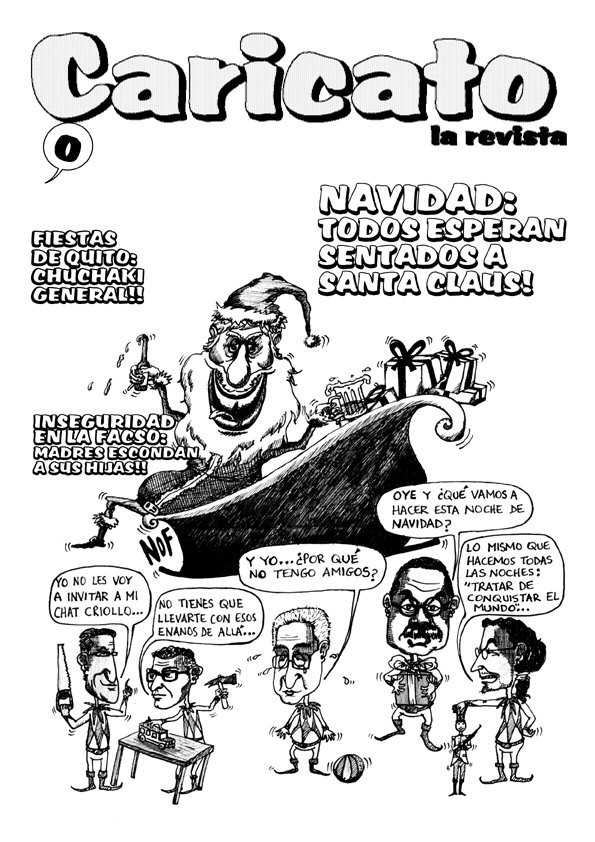
Primera edición de Caricato, publicada en diciembre de 2005

Durante los primeros años del siglo XXI aparecen nuevas revistas independientes como Kabúm, LeSparraGusanada (relanzada en formato profesional en 2011), Ñeque (cómic deportivo de Kléber Moreno) y más. Destaca también la producción Archivos Desclasificados, que circuló por entregas junto al vespertino quiteño Últimas Noticias y contó con la participación de Pablo Tatés, Elmer Espín, Fernando Barahona, Juan Rodríguez y Juan Zabala.
En Guayaquil se conforma el Comic Club Guayaquil, que organiza varias actividades de gestión y fomento de la historieta, y donde varios de sus miembros publican revistas, destacando Leyendas y Pepe Cáncamo. Por otro lado, en Quito se funda el club Ichiban, enfocado en la cultura otaku del anime y manga. También se conforma la revista infantil ¡elé! de la editorial Zonacuario, que contiene la historieta El Capitán Escudo.
Con el auge de internet y redes sociales, se empiezan a publicar varias historietas y cómics en formato digital. Sin embargo, cobra forma de manera paralela una escena independiente de fanzines, destacando entre ellos Caricato (editada entre 2005 y 2012), que aunque fue una publicación satírica enfocada en la caricatura política, también contó con historietas como Walter Diego, Por Dios, Txulpibot, Sadik, Los Perdidos de Luka Stronzy, Smithie de Goos, entre otras. En 2011, aparece la revista Azno Comics, a cargo de Juan Zyrkero y Paco Puente, presentando a varios personajes originales en diferentes situaciones de humor absurdo. 
También figuran como trabajos realizados en esta temporada Un hombre muerto a puntapiés (adaptación de Jorge Cevallos), Ana y Milena (publicada por El Comercio) y la novela gráfica El ejército de los Tiburones martillo de Fabián Patinho, Virus Tropical de 'PowerPaola', El Cuervito Fumanchú de 'Berni', Angelus Hostis de Santiago Paez y Rafael Carrasco, Bestiario y el cómic interactivo Cielo de Quito de Carlos Villarreal Kwasek, Competir X Ti de Valeria Galarza, La Cuca Ilustrada de Anabel Llerena, Cómic-19 de NoF, Carlo y Niko, entre otros.

## Actualidad
Desde 2016 se realizan los eventos Guayaquil Comic Con y Budokan, dirigidos hacia artistas, distribuidores y aficionados al cómic.
La Casa de la Cultura Ecuatoriana, con el propósito de incentivar la actividad editorial local, instauró en 2022 el premio “Francisco Martínez“ en la categoría de cómic, dentro del Plan Nacional de Publicación y Difusión “Benjamín Carrión”.